# Navalgund
Navalgund là một thị xã panchayat của quận Dharwad thuộc bang Karnataka, Ấn Độ.

## Địa lý
Navalgund có vị trí 15°34′B 75°22′Đ / 15,57°B 75,37°Đ Nó có độ cao trung bình là 578 mét (1896 feet).

## Nhân khẩu
Theo điều tra dân số năm 2001 của Ấn Độ, Navalgund có dân số 22.200 người. Phái nam chiếm 51% tổng số dân và phái nữ chiếm 49%. Navalgund có tỷ lệ 59% biết đọc biết viết, thấp hơn tỷ lệ trung bình toàn quốc là 59,5%: tỷ lệ cho phái nam là 68%, và tỷ lệ cho phái nữ là 50%. Tại Navalgund, 14% dân số nhỏ hơn 6 tuổi.